# Pleonaste
Il pleonaste è una varietà di spinello. È un termine intermedio della serie fra lo spinello e l'hercynite quindi si può classificare come uno spinello ricco di ferro o un'hercynite ricca di magnesio.